# Hergla
Hergla este un oraș în Guvernoratul Sousse, Tunisia.